# Марквард фон Швенди
Марквард фон Швенди (на немски: Marquard von Schwendi; † 1564) е благородник от стария швабски род Швенди.
Той е син на Вилхелм фон Швенди 'Средния' († 1522) и съпругата му Барбара Крафт фон Делмензинген († 1538).

## Фамилия
Марквард фон Швенди се жени за Доротея фом Щайн († 1547), дъщеря на Мелхиор фом Щайн и Барбара фон Велден. Те имат един син:
- Александер фон Швенди (* 25 март 1541; † 24 февруари 1608, Швенди), женен на 22 юни 1573 г. за Регина Фьолин фон Фрикенхаузен (* 9 декември 1548; † 27 декември 1623, Швенди), дъщеря на Ханс Кристоф I Фьолин фон Фрикенхаузен († 1576) и фрайин Вероника фон Фрайберг-Айзенберг, Халденванг и Найдлинген (1523 – 1582); имат син, фрайхер